# Paradella tomleklek
Paradella tomleklek är en kräftdjursart som beskrevs av Storey 2002. Paradella tomleklek ingår i släktet Paradella och familjen klotkräftor.
Artens utbredningsområde är Thailand. Inga underarter finns listade i Catalogue of Life.